# KNVB-Pokal 2025/26
Der KNVB-Pokal 2025/26 soll die 108. Auflage des niederländischen Fußball-Pokalwettbewerbs werden. Inklusive der zwei Qualifikationsrunden nehmen 110 Mannschaften an dem Wettbewerb teil; die 34 Vereine der beiden Profiligen (ohne die vier dort spielenden Reserveteams) und 76 Amateurmannschaften aus den Ligaebenen 3 bis 8.
Titelverteidiger ist Go Ahead Eagles.

## Teilnehmende Teams
| Eredivisie (18) (Level 1) | Eredivisie (18) (Level 1) | Eerste Divisie (16) (Level 2) | Eerste Divisie (16) (Level 2)                                                                                                 |
| --- | --- | --- | --- |
| - Ajax Amsterdam - AZ Alkmaar - NAC Breda - Feyenoord Rotterdam - Go Ahead Eagles - FC Groningen - SC Heerenveen - NEC Nijmegen - PSV Eindhoven | - Fortuna Sittard - Heracles Almelo - Sparta Rotterdam - FC Twente Enschede - FC Utrecht - PEC Zwolle - Excelsior Rotterdam ▲ - SC Telstar 1963 ▲ - FC Volendam ▲ | - Almere City ▼ - RKC Waalwijk ▼ - Willem II Tilburg ▼ - SC Cambuur - FC Emmen - ADO Den Haag - FC Den Bosch - FC Dordrecht                          | - FC Eindhoven - BV De Graafschap - Helmond Sport - MVV Maastricht - Roda JC Kerkrade - TOP Oss - VVV-Venlo - Vitesse Arnheim |
| Tweede Divisie (16) (Level 3) | | | |
| - AFC Amsterdam - ACV Assen 1 - BVV Barendrecht - SV De Treffers                                                                                | - Excelsior Maassluis - GVVV - HHC Hardenberg - HSV Hoek 1 | - VV IJsselmeervogels 1 - VV Katwijk - Koninklijke HFC - Kozakken Boys 1                                                                             | - K.v.v. Quick Boys - Rijnsburgse Boys - SV Spakenburg - RKAV Volendam                                                        |
| Derde Divisie (36) (Level 4) | | | |
| - ADO '20 Heemskerk - ASWH - Blauw Geel '38 - VV DOVO - VV Eemdijk - DVS '33 Ermelo - Excelsior '31 - VV Gemert - SC Genemuiden                 | - VV GOES - RKSV Groene Ster - HSC ’21 Haaksbergen - Harkemase Boys - USV Hercules - VV Hoogeveen - SV Huizen - VV Kloetinge - FC Lisse                           | - SV Meerssen - VV Noordwijk - FC Rijnvogels - ROHDA Raalte - RBC Roosendaal - VV Scherpenzeel - SVV Scheveningen - VV Sint Bavo - VV Sparta Nijkerk | - Sportlust '46 - VV Staphorst - VV SteDoCo - SV TEC - SV TOGB Berkel - RKSV UDI ’19 - VV UNA - SV Urk - VV Zwaluwen          |
| Vierde Divisie (14) (Level 5) | | | |
| - FC Aalsmeer - VV Capelle - VV Dongen - SV Juliana '31                                                                                         | - RKSV Halsteren - VV Heino - HVV Hollandia - HZVV Hoogeveen | - SV Kampong - RKSV Mierlo-Hout - VV d'Olde Veste '54                                                                                                | - SV Poortugaal - RKVV Westlandia - AWC Wijchen                                                                               |
| Eerste bis Deerde Klasse (10) (Level 6 bis 8)                                                                                                   | | | |
| - SV ARC Alphen (1. Kl.) - Sportclub '25 Bochoitz (1. Kl.) - DZOH Emmen (1. Kl.)                                                                | - VVOG Harderwijk (1. Kl.) - GVV Velocitas 1897 (1. Kl.) - SC ‘t Zand (1. Kl.)                                                                                    | - RKVV Erp (2. Kl.) - SV De Foresters(2. Kl.) | - SV Walcheren (2. Kl.) - VV DVO Sittard (3. Kl.)                                                                             |

## Termine
| Runde                  | Termine                  |
| ---------------------- | ------------------------ |
| 1. Qualifikationsrunde | 2. – 3. September 2025   |
| 2. Qualifikationsrunde | 23. – 24. September 2025 |
| 1. Runde               | 28. – 30. Oktober 2025   |
| 2. Runde               | 16. – 18. Dezember 2025  |
| Achtelfinale           | 13. – 15. Januar 2026    |
| Viertelfinale          | 3. – 5. Februar 2026     |
| Halbfinale             | 3. – 5. März 2026        |
| Finale                 | 19. April 2026           |

## 1. Qualifikationsrunde
Teilnehmer: Die 24 Halbfinalisten des Bezirkspokals, die 36 Mannschaften der Derde Divisie und vier Vereine der Tweede Divisie.
| Datum      |                         | Ergebnis |                            |
| ---------- | ----------------------- | -------- | -------------------------- |
| 02.09.2025 | AWC Wijchen (5)         | :        | ASWH (4)                   |
| 02.09.2025 | SV TEC (4)              | :        | SV Poortugaal (5)          |
| 02.09.2025 | SV Juliana '31 (5)      | :        | SV Meerssen (4)            |
| 02.09.2025 | RKVV Erp (7)            | :        | VV DOVO (4)                |
| 02.09.2025 | SV TOGB Berkel (4)      | :        | RKSV UDI ’19 (4)           |
| 02.09.2025 | SV Walcheren (7)        | :        | VV Noordwijk (4)           |
| 02.09.2025 | VV Zwaluwen (4)         | :        | SV Urk (4)                 |
| 02.09.2025 | VV Gemert (4)           | :        | SV Huizen (4)              |
| 02.09.2025 | SVV Scheveningen (4)    | :        | VV Staphorst (4)           |
| 02.09.2025 | FC Aalsmeer (5)         | :        | HZVV Hoogeveen (5)         |
| 02.09.2025 | VV Sint Bavo (4)        | :        | VV Capelle (5)             |
| 02.09.2025 | SV De Foresters (7)     | :        | VV Scherpenzeel (4)        |
| 02.09.2025 | ADO '20 Heemskerk (4)   | :        | RBC Roosendaal (4)         |
| 02.09.2025 | DZOH Emmen (6)          | :        | Excelsior '31 (4)          |
| 02.09.2025 | VV UNA (4)              | :        | SV ARC Alphen (6)          |
| 02.09.2025 | USV Hercules (4)        | :        | VV GOES (4)                |
| 02.09.2025 | VV Hoogeveen (4)        | :        | GVV Velocitas 1897 (6)     |
| 02.09.2025 | VV SteDoCo (4)          | :        | DVS '33 Ermelo (4)         |
| 02.09.2025 | VV d'Olde Veste '54 (5) | :        | HSC ’21 Haaksbergen (4)    |
| 02.09.2025 | Harkemase Boys (4)      | :        | VV Sparta Nijkerk (4)      |
| 02.09.2025 | Sportlust '46 (4)       | :        | Sportclub '25 Bochoitz (6) |
| 02.09.2025 | SC ‘t Zand (6)          | :        | RKSV Mierlo-Hout (5)       |
| 02.09.2025 | Kozakken Boys (3)       | :        | SV Kampong (5)             |
| 02.09.2025 | Blauw Geel '38 (4)      | :        | VVOG Harderwijk (6)        |
| 02.09.2025 | FC Lisse (4)            | :        | RKVV Westlandia (5)        |
| 02.09.2025 | VV Kloetinge (4)        | :        | VV DVO Sittard (8)         |
| 02.09.2025 | RKSV Halsteren (5)      | :        | ACV Assen (3)              |
| 02.09.2025 | VV Heino (5)            | :        | RKSV Groene Ster (4)       |
| 02.09.2025 | ROHDA Raalte (4)        | :        | HVV Hollandia (5)          |
| 02.09.2025 | VV IJsselmeervogels (3) | :        | SC Genemuiden (4)          |
| 02.09.2025 | VV Eemdijk (4)          | :        | VV Dongen (5)              |
| 02.09.2025 | HSV Hoek (3)            | :        | FC Rijnvogels (4)          |

In Klammern das jeweilige Ligalevel.